# La Hiniesta
La Hiniesta – gmina w Hiszpanii, w prowincji Zamora, w Kastylii i León, o powierzchni 33,15 km². W 2011 roku gmina liczyła 339 mieszkańców.